# Kasteel van Neuchâtel
Het kasteel (château) van Neuchâtel is een kasteel in het centrum van Neuchâtel. Het ligt op een berg tussen het meer van Neuchâtel en de rivier de Seyon.  Het is vanuit de wijde omgeving te zien.
Waarschijnlijk dateert het oudste deel uit de Romeinse tijd. De oudste donjon is uit de 12de eeuw, toen Rudolf III van Fenis er woonde en het kasteel Novum Castellum werd genoemd. Aan de voet van het kasteel kwamen mensen wonen en zo ontstond de stad. Tot 1395 werd het kasteel bewoond door de graven van Fenis. Zij waren ook graaf van Neuchâtel (ook Neufchâtel of Neuenburg). 

Na vijf generaties Fenis kwamen er telgen van de huizen Freiburg en Baden-Hachberg en ten slotte van het huis Orléans-Hochberg. In 1706 kwam het kasteel in handen van de koningen van Pruisen.
In de loop der jaren werd het kasteel uitgebreid. In de 11de eeuw werd er een huis en een kerk gebouwd , later kwamen er meer torens en woningen bij, een kerk, een hondenkennel en een gevangenis, die werd als zodanig in de Tweede Wereldoorlog werd gebruikt.
De stad Neuchâtel had steeds terugkerende problemen van wateroverlast. Er werden diverse kanalen gegraven en in 1843 werd de Seyon, waar die langs het kasteel liep en onder meer als riool fungeerde, verlegd en tot het meer van Neuchâtel overkluisd.
Op 1 maart 1848 werd het kasteel veroverd door de republikeinen Ami Girard en Fritz Courvoisier. De voorlopige regering riep de republiek uit, zette gouverneur Ernst von Pfuel af en vestigde de zetel van de nieuwe republiek Neuchâtel in het kasteel onder voorzitterschap van Alexis-Marie Piaget. Sindsdien heet het kanton Neuchâtel officieel République et Canton de Neuchâtel. De Pruisische koning Frederik Willem III werd afgezet, maar legde zich hier niet bij neer, wat uiteindelijk zou leiden tot de Neuchâtelcrisis in 1856-1857.
Het kasteel is in de zomermaanden te bezichtigen.